# Collalto Sabino
Collalto Sabino – miejscowość i gmina we Włoszech, w regionie Lacjum, w prowincji Rieti.
Według danych na rok 2004 gminę zamieszkiwało 475 osób, 21,6 os./km².